# René Courtin (historien)
Pour les articles homonymes, voir Courtin.
Ne doit pas être confondu avec René Courtin.
René Courtin est un historien français du XVIe siècle, né à Nogent-le-Rotrou. Il est notamment l'auteur d'une Histoire du Perche, republiée à plusieurs reprises après sa mort.